# Jonathan A. Campbell
Jonathan A. Campbell (n. 1949) és un herpetòleg estatunidenc. En l'actualitat és professor de Biologia i Director del Departament de Biologia de la Universitat de Texas a Arlington, Estats Units.

## Alguns tàxons descrits
- Abronia anzuetoi Campbell & Frost, 1993
- Abronia frosti Campbell, Sasa, Acevedo & Mendelson, 1998
- Abronia gaiophantasma Campbell & Frost, 1993
- Abronia leurolepis Campbell & Frost, 1993
- Abronia meledona Campbell & Brodie, 1999
- Abronia mitchelli Campbell, 1982
- Abronia ornelasi Campbell, 1984
- Abronia ramirezi Campbell, 1994
- Abronia smithi Campbell & Frost, 1993
- Adelphicos daryi Campbell & Ford, 1982
- Adelphicos ibarrorum Campbell & Brodie, 1988
- Amietophrynus Frost, Grant, Faivovich, Bain, Haas, Haddad, de Sá, Channing, Wilkinson, Donnellan, Raxworthy, Campbell, Blotto, Moler, Drewes, Nussbaum, Lynch, Green & Wheeler, 2006
- Anolis naufragus (Campbell, Hillis & Lamar, 1989)
- Bokermannohyla Faivovich, Haddad, Garcia, Frost, Campbell & Wheeler, 2005
- Bolitoglossa centenorumCampbell, Smith, Streicher, Acevedo & Brodie, 2010
- Bolitoglossa daryorum Campbell, Smith, Streicher, Acevedo & Brodie, 2010
- Bolitoglossa eremia Campbell, Smith, Streicher, Acevedo & Brodie, 2010
- Bolitoglossa huehuetenanguensis Campbell, Smith, Streicher, Acevedo & Brodie, 2010
- Bolitoglossa kaqchikelorum Campbell, Smith, Streicher, Acevedo & Brodie, 2010
- Bolitoglossa la Campbell, Smith, Streicher, Acevedo & Brodie, 2010
- Bolitoglossa ninadormida Campbell, Smith, Streicher, Acevedo & Brodie, 2010
- Bolitoglossa nussbaumi Campbell, Smith, Streicher, Acevedo & Brodie, 2010
- Bolitoglossa nympha Campbell, Smith, Streicher, Acevedo & Brodie, 2010
- Bolitoglossa pacaya Campbell, Smith, Streicher, Acevedo & Brodie, 2010
- Bolitoglossa psephena Campbell, Smith, Streicher, Acevedo & Brodie, 2010
- Bolitoglossa suchitanensis Campbell, Smith, Streicher, Acevedo & Brodie, 2010
- Bolitoglossa tzultacaj Campbell, Smith, Streicher, Acevedo & Brodie, 2010
- Bolitoglossa xibalba Campbell, Smith, Streicher, Acevedo & Brodie, 2010
- Bothriechis thalassinus Campbell & Smith, 2000
- Bothrocophias Gutberlet & Campbell, 2001
- Bothrocophias myersi Gutberlet & Campbell, 2001
- Bromeliohyla Faivovich, Haddad, Garcia, Frost, Campbell & Wheeler, 2005
- Cerrophidion Campbell & Lamar, 1992
- Cerrophidion tzotzilorum (Campbell, 1985)
- Chapinophis xanthocheilus Campbell & Smith, 1998
- Charadrahyla Faivovich, Haddad, Garcia, Frost, Campbell & Wheeler, 2005
- Charadrahyla nephila (Mendelson & Campbell, 1999)
- Charadrahyla tecuani Campbell, Blancas-Hernández & Smith, 2009
- Coniophanes alvarezi Campbell, 1989
- Craugastor adamastus (Campbell, 1994)
- Craugastor amniscola (Campbell & Savage, 2000)
- Craugastor aphanus (Campbell, 1994)
- Craugastor catalinae (Campbell & Savage, 2000)
- Craugastor charadra (Campbell & Savage, 2000)
- Craugastor inachus (Campbell & Savage, 2000)
- Craugastor palenque (Campbell & Savage, 2000)
- Craugastor pelorus (Campbell & Savage, 2000)
- Craugastor polymniae (Campbell, Lamar & Hillis, 1989)
- Craugastor psephosypharus (Campbell, Savage & Meyer, 1994)
- Craugastor rhyacobatrachus (Campbell & Savage, 2000)
- Craugastor rivulus (Campbell & Savage, 2000)
- Craugastor rupinius (Campbell & Savage, 2000)
- Craugastor sabrinus (Campbell & Savage, 2000)
- Craugastor trachydermus (Campbell, 1994)
- Crotalus ericsmithi Campbell & Flores-Villela, 2008
- Crotalus tancitarensis Alvarado-díaz & Campbell, 2004
- Cruziohyla Faivovich, Haddad, Garcia, Frost, Campbell & Wheeler, 2005
- Cryptotriton monzoni (Campbell & Smith, 1998)
- Cryptotriton wakei (Campbell & Smith, 1998)
- Dendrotriton chujorum Campbell, Smith, Streicher, Acevedo & Brodie, 2010
- Dendrotriton kekchiorum Campbell, Smith, Streicher, Acevedo & Brodie, 2010
- Diploglossus ingridae Werler & Campbell, 2004
- Diploglossus legnotus Campbell & Camarillo, 1994
- Duellmanohyla Campbell & Smith, 1992
- Duttaphrynus Frost, Grant, Faivovich, Bain, Haas, Haddad, de Sá, Channing, Wilkinson, Donnellan, Raxworthy, Campbell, Blotto, Moler, Drewes, Nussbaum, Lynch, Green & Wheeler, 2006
- Ecnomiohyla Faivovich, Haddad, Garcia, Frost, Campbell & Wheeler, 2005
- Exerodonta abdivita (Campbell & Duellman, 2000)
- Exerodonta chimalapa (Mendelson & Campbell, 1994)
- Exerodonta perkinsi (Campbell & Brodie, 1992)
- Exerodonta xera (Mendelson & Campbell, 1994)
- Feihyla Frost, Grant, Faivovich, Bain, Haas, Haddad, de Sá, Channing, Wilkinson, Donnellan, Raxworthy, Campbell, Blotto, Moler, Drewes, Nussbaum, Lynch, Green & Wheeler, 2006
- Geophis pyburni Campbell & Murphy, 1977
- Ingerophrynus Frost, Grant, Faivovich, Bain, Haas, Haddad, de Sá, Channing, Wilkinson, Donnellan, Raxworthy, Campbell, Blotto, Moler, Drewes, Nussbaum, Lynch, Green & Wheeler, 2006
- Isthmohyla Faivovich, Haddad, Garcia, Frost, Campbell & Wheeler, 2005
- Itapotihyla Faivovich, Haddad, Garcia, Frost, Campbell & Wheeler, 2005
- Litoria michaeltyleri Frost, Grant, Faivovich, Bain, Haas, Haddad, de Sá, Channing, Wilkinson, Donnellan, Raxworthy, Campbell, Blotto, Moler, Drewes, Nussbaum, Lynch, Green & Wheeler, 2006
- Megastomatohyla Faivovich, Haddad, Garcia, Frost, Campbell & Wheeler, 2005
- Micrurus pachecogili Campbell, 2000
- Mixcoatlus Jadin, Smith & Campbell, 2011
- Myersiohyla Faivovich, Haddad, Garcia, Frost, Campbell & Wheeler, 2005
- Nototriton brodiei Campbell & Smith, 1998
- Nototriton stuarti Wake & Campbell, 2000
- Oedipina stenopodia Brodie & Campbell, 1993
- Otophryne pyburni Campbell & Clarke, 1998
- Plectrohyla acanthodes Duellman & Campbell, 1992
- Plectrohyla calthula (Ustach, Mendelson, McDiarmid & Campbell, 2000)
- Plectrohyla cyclada (Campbell & Duellman, 2000)
- Plectrohyla ephemera (Meik, Canseco-Márquez, Smith & Campbell, 2005)
- Plectrohyla miahuatlanensis Meik, Smith, Canseco-Márquez & Campbell, 2006
- Plectrohyla pokomchi Duellman & Campbell, 1984
- Plectrohyla psarosema (Campbell & Duellman, 2000)
- Plectrohyla tecunumani Duellman & Campbell, 1984
- Plectrohyla teuchestes Duellman & Campbell, 1992
- Porthidium hespere (Campbell, 1976)
- Poyntonophrynus Frost, Grant, Faivovich, Bain, Haas, Haddad, de Sá, Channing, Wilkinson, Donnellan, Raxworthy, Campbell, Blotto, Moler, Drewes, Nussbaum, Lynch, Green & Wheeler, 2006
- Pseudepidalea Frost, Grant, Faivovich, Bain, Haas, Haddad, de Sá, Channing, Wilkinson, Donnellan, Raxworthy, Campbell, Blotto, Moler, Drewes, Nussbaum, Lynch, Green & Wheeler, 2006
- Pseudoeurycea aquatica Wake & Campbell, 2001
- Pseudoeurycea orchileucos (Brodie, Mendelson & Campbell, 2002)
- Pseudoeurycea orchimelas (Brodie, Mendelson & Campbell, 2002)
- Ptychohyla acrochorda Campbell & Duellman, 2000
- Ptychohyla dendrophasma (Campbell, Smith & Acevedo, 2000)
- Ptychohyla panchoi Duellman & Campbell, 1982
- Ptychohyla sanctaecrucis Campbell & Smith, 1992
- Ptychohyla zophodes Campbell & Duellman, 2000
- Rhadinella anachoreta (Smith & Campbell, 1994)
- Rhadinophanes monticola Myers & Campbell, 1981
- Tantilla ceboruca Canseco-márquez, Smith, Ponce-Campos, Flores-Villela & Campbell, 2007
- Tantilla impensa Campbell, 1998
- Tantilla sertula Wilson & Campbell, 2000
- Tantilla tecta Campbell & Smith, 1997
- Tantilla vulcani Campbell, 1998
- Tlalocohyla Faivovich, Haddad, Garcia, Frost, Campbell & Wheeler, 2005
- Vandijkophrynus Frost, Grant, Faivovich, Bain, Haas, Haddad, de Sá, Channing, Wilkinson, Donnellan, Raxworthy, Campbell, Blotto, Moler, Drewes, Nussbaum, Lynch, Green & Wheeler, 2006
- Xenosaurus penai Pérez Ramos, De La Riva & Campbell, 2000
- Xenosaurus phalaroanthereon Nieto-Montes De Oca, Campbell & Flores-Villela, 2001

## Honors
Tàxons anomenats amb el seu cognom com a reconeixement:
- Abronia campbelli Brodie & Savage, 1993
- Anolis campbelli (Köhler & Smith, 2008)
- Bothrocophias campbelli (Freire-Lascano, 1991)
- Craugastor campbelli (Smith, 2005)
- Incilius campbelli (Mendelson, 1994)
- Rhinocerophis jonathani Harvey, 1994

## Publicacions

### Llibres
- Campbell, J. A., and W. W. Lamar. 1989. The Venomous Reptiles of Latin America. Cornell University Press, Ithaca, New York. xiv pp. + 430 pp., 568 figures, 109 distribution maps, 31 tables (ISBN 0-8014-2059-8)
- Campbell, J. A., and E. D. Brodie, Jr., eds. 1992. Biology of the Pitvipers. Selva, Tyler, Texas. xi + 567 pp. 200 figs. 100 tables, i 17 fulles amb 122 il·lustracions color. (ISBN 0-9630537-0-1)
- Campbell, J. A. 1998. The Amphibians and Reptiles of Northern Guatemala, Yucatán, and Belize. University of Oklahoma Press, Norman, Oklahoma. 367 pp. (ISBN 0-8061-3064-4) en línea[Enllaç no actiu]
- McDiarmid, R. W., J. A. Campbell, and T. A. Touré. 1999. Snake Species of the World, A Taxonomic and Geographic Reference. Vol. 1. The Herpetologists League, Washington, D. C. xi + 511 pp. Anticipated dates of completion for other volumes: 2003 (Vol. 2), 2005 (Vol. 3). (ISBN 1-893777-01-4)
- Campbell, J. A., and W. W. Lamar. 2004. The Venomous Reptiles of the Western Hemisphere, 2 vols. Cornell University Press, Ithaca, New York. xvii pp. + 870 pp. + 56 pp. 282 figs. 8 mapes color, 113 mapes de distribució, 1.500 planxes, 63 tables (ISBN 0-8014-4141-2)

### Altres publicacions
- Asmundsson, I. M., J. A. Campbell, D. W. Duszynski. 1999. Eimeria (Appicomplexa: Eimeriidae) de colobres de la família Colubridae de Guatemala, amb descripcions de 4 noves espècies i un nou registre per Eimeria ondinae (Carini, 1939. (Abstract) XIV Congrés Llatinoamericà de Parasitologia, Acapulco, Mexico. 14–16 de octubre 1999
- Ustach, P. C., J. R. Mendelson III, R. W. McDiarmid, and J. A. Campbell. 2000. A new species of Hyla (Anura: Hylidae) from the Sierra Mixes, Oaxaca, Mexico, with comments on ontogenetic variation in the tadpoles. Herpetologica 56(2):235–246
- Campbell, J. A., E. R. Smith, and M. Acevedo. 2000. A new species of fringe-limbed treefrog (Hylidae) from the Sierra Los Cuchumatanes of northwestern Guatemala. Herpetologica 56(2):246–252.
- Campbell, J. A., and J. M. Savage. 2000. Taxonomic reconsideration of Middle American frogs of the Eleutherodactylus rugulosus group (Anura: Leptodactylidae): A reconnaissance of subtle nuances among frogs. Herpetological Monographs 14:186–292
- Asmundsson, I. M., J. A. Campbell, D. W. Duszynski. 2000. A new Eimeria sp. from the plumbeous Central American caecilian, Dermophis mexicanus (Amphibia: Gymnophiona) from Volcán Tajumulco, Department of San Marcos, Guatemala. J. of Parasitology 86(2) 340–342
- Campbell, J. A.. 2000. A new species of venomous coral snake (Serpentes: Elapidae) from high desert in Puebla, Mexico. Proc. of the Biological Soc. of Washington 113 (1):291–297
- Campbell, J. A., and W. E. Duellman. 2000. New species of stream-breeding hylid frogs from the northern versant of the highlands of Oaxaca, Mexico. Sci. Papers, Natural History Museum, The University of Kansas 16:1–28
- Pérez-Ramos, E., L. Saldaña de la Riva, and J. A. Campbell. 2000. A new allopatric species of Xenosaurus (Squamata: Xenosauridae) from Guerrero, Mexico. Herpetologica 56(4):228–234.
- Wilson, L. D., and J. A. Campbell. 2000. A new species of the calamarina group of the colubrid snake genus Tantilla from Guerrero, Mexico. Proc. of the Biological Soc. of Washington 113(3):820–827.
- Wake, D. B., and J. A. Campbell. 2000. A new species of diminutive salamander (Amphibia: Caudata: Plethodontidae: Nototriton) from the Montañas del Mico of Guatemala. Proc. of the Biological Soc. of Washington 113(3):815–819
- Campbell, J. A., and E. N. Smith. 2000. A new species of arboreal pitviper from the Atlantic versant of northern Central America. Rev. de Biología Tropical 48(4):1–13
- Gutberlet, R. L., and J. A. Campell. 2001. Generic recognition for a neglected lineage of South American Pitvipers (Squamata: Crotalinae) with the description of a new species from the Colombian Chocóo. Am. Museum Novitates 3316: 1–15
- Campbell, J. A. 2001. The herpetofauna of the mesic upland forests of the Sierra de las Minas and Montañas del Mico of Guatemala. Pp 80–92 in J. D. Johnson, R. Webb, and O. Flores-Villela (eds.), Mesoamerican Herpetology: Systematics, Zoogeography, and Conservation. Centennial Museum, Special Publication No. 1, University of Texas at El Paso, El Paso, Texas
- Nieto-Montes de Oca, A., O. Flores-Villela, and J. A. Campbell. 2001. A new species of Xenosaurus (Squamata: Xenosauridae) from the Sierra Madre del Sur of Oaxaca, Mexico. Herepetologica 57(1): 32–47.
- Wake, D. B., and J. A. Campbell. 2001. An aquatic plethodontid salamander from Oaxaca, Mexico. Hereptologica 57(4):508-513
- Brodie, E. D., Jr., J. R. Mendelson III, and J. A. Campbell. 2002. Taxonomic revision of the Mexican plethodontid salamanders of the genus Lineatriton, with the description of two new species. Copeia 58(2): 194–204
- Campbell, J. A., and E. D. Brodie, Jr. 2002. Foreword. Pp. ix–x in G. Schuett, M. Höggren, M. E. Douglas, and H. W. Greene (eds.), Biology of the Vipers. Eagle Mountain Publishing, Utah.
- Parkinson, C. L., J. A. Campbell, and P. Chippindale. 2002. Multigene analyses of pitviper (Viperidae: Crotalinae) phylogeny and biogeography. Pp. 93–110 in G. Schuett, M. Höggren, M. E. Douglas, and H. W. Greene (eds.), Biology of Vipers. Eagle Mountain Publishing, Utah
- Camarillo, J. L., and J. A. Campbell. 2002. Observacions sobre la història natural de Crotalus transverses (Squamata: Viperidae). Bol. de la Soc. Herpetológica Mexicana 10(1): 7–9
- Castoe, T. A., P. T. Chippindale, J. A. Campbell, L. K. Ammerman, and C. L. Parkinson. 2003. Evolutionary relationships of the Middle American jumping pitvipers (genus Atropoides) and phylogeography of the Atropoides nummifer complex. Copeia 59(3): 420–431
- Canseco-Marquez, L., and J. A. Campbell. 2003. Variation in the Zapotitlán coralsnake, Micrurus pachecogili (Serpentes: Elapidae). The Southwestern Naturalist 48(4)
- Asmundsson, I. M., J. A. Campbell, E. S. Loker, and D. W. Duszynski. 2003. Phylogenetic relationships among Eimeria of vertebrates. [Abstract] 78th Annual Meeting of the Am. Soc. of Parasitologists. 1-5 August 2003, Halifax, Canadá
- Crother, B. I., J. Boundy, J. A. Campbell, et al. 2003. Scientific and standard English names of amphibians and reptiles of North America north of Mexico: update. Herpetological Review 34(3): 196–203.
- Jiménez-Ruiz, F. A., V. León-Régagnon, and J. A. Campbell. 2003. A new species of Spauligodon (Nemata: Oxyuridae) parasite of Cnemidophorus (Lacertilia: Teiidae) from southern Mexico. J. of Parasitology, 89:351-355
- Alvarado-Díaz, J., and J. A. Campbell. 2004. A new montane rattlesnake (Viperidae) from Michoacán, Mexico. Herpetologica 60(2): 281-286
- Werler, J. E., and J. A. Campbell. A new lizard of the genus Diploglossus (Anguidae: Diploglossinae) from the Tuxtlan Faunal Region, Veracruz, Mexico. Southwestern Naturalist 49(3): 327-333
- Mendelson, J. R., E. D. Brodie, Jr., J. M. Malone, M. E. Acevedo, M. A. Baker, N. J. Smatresk, and J. A. Campbell. 2004. Investigation of factors associated with the catastrophic decline of a cloudforest frog fauna in Guatemala. Rev. de Biología Tropical: 52:991-1000
- Faivovich, J., C. F. B. Haddad, P. C. A. Garcia, D. R. Frost, J. A. Campbell, and W. C. Wheeler. 2005. Systematic review of the frog family Hylidae, with special reference to Hylinae: Phylogenetic analysis and taxonomic revision. Bulletin of the American Museum of Natural History 294: 1-240, 16 figs. 2 tablas, 5 apéndices
- Flores-Villela, O., L. Canseco-Marquez, E. N. Smith, and J. A. Campbell, 2005. Rediscovery and rediscription of the night lizard Lepidophyma radula Smith, 1942. J. of Herpetology 39(3): 493-495
- Meik, J. M., L. Canseco-Márquez, E. N. Smith, and J. A. Campbell. 2005. A new species of Hyla (Anura: Hylidae) from Cerro Las Flores, Oaxaca, Mexico. Zootaxa 1046:17-26
- Savage, J. M., J. A. Campbell, and W. W. Lamar. 2005. On the names for Neotropical Rattlesnakes (Reptilia, Serpentes, Viperidae, Crotalus). Herpetological Review 36(4): 369-371
- Frost, D. R., T. Grant, J. Faivovich, R. H. Bain, A. Haas, C. Haddad, R. de Sá, A. Channing, M. Wilkinson, S. C. Donnellan, C. Raxworthy, J. A. Campbell, B. Blotto, P. Moler, R. Drews, R. Nussbaum, J. Lynch, D. Green, and W. Wheeler. 2006. The Amphibian Tree of Life. Bulletin of the American Museum of Natural History 297: 1-370, 71 figs. 5 tablas, 7 apéndices
- Asmundsson, I. M., D. W. Duszynski, and J. A. Campbell. 2006. Seven new species of Eimeria Schneider, 1875 (Apicomplexa: Eimeriidae) from colubrid snakes of Guatemala and a discussion of what to call eiilipsoid tetrasporocystic dizoic coccidia of reptiles. Systematic Parasitology 2006: 1-13